# Hans de Kort
Hans de Kort (1963) is een Nederlands fotograaf.
Van 1982 tot 1986 studeerde hij aan de Koninklijke Academie van Beeldende Kunsten. Hij liep stage bij Bart van Leeuwen en Paul Huf. Na zijn studie ging hij werken als freelance fotograaf in Amsterdam en specialiseerde zich in modefotografie. Sinds 2014 werkt hij bijna volledig autonoom.

## Prijzen
- 2018: Zilveren Camera: Kunst, cultuur en entertainment (serie) met de serie Mijn Generatie.[1]

## Tentoonstellingen
- 2021: Fotofestival Naarden
- 2020: De Vonk van August Sander, 033 Fotostad
- 2020: Geen Mens is een Eiland, Museum IJsselstein
- 2020: No Photos from Van Gogh, Van Goghhuis (Zundert)
- 2019: Aat Veldhoen - Levenskunst, Museum Kranenburgh
- 2019: Van Gogh and the Sunflowers, Van Gogh Museum
- 2019: Fotofestival Naarden
- 2019: Zilveren Camera, Museum Hilversum
- 2015: Fotografische kunstenaarsportretten en atelierfoto's, Nederlands Instituut voor Kunstgeschiedenis
- 2015: Zilveren Camera, Fotomuseum Den Haag
- 2011: Hipstamatic, Kunsthal Rotterdam

## Werk in openbare collecties (selectie)
- Fotomuseum Den Haag